# Porfirio Valiente y Cuevas
Porfirio Valiente y Cuevas (Santiago de Cuba, 9 de agosto de 1807- Kingston, Jamaica, 1870) fue un político y patriota cubano. Estudió abogacía y ejerció de juez. Fue elegido para viajar a España y presentar un informe con el propósito de intentar mejorar las condiciones políticas y económicas de la isla de Cuba, sin embargo en Madrid un informe preparado por el general Miguel Tacón, hizo que lo condenaran a extrañamiento.
Logra regresar a Cuba en 1840, y en 1848 junto con otras personas crea el Comité Anexionista que apoya a Gaspar Betancourt Cisneros cuando intenta anexar Cuba a Estados Unidos. Como miembro de dicho comité viaja a Nueva York en 1852.
En 1868, participa en el movimiento revolucionario que dispara el grito de Yara. Publicó notas en diarios de La Habana, Nueva York, Madrid y París. 

## Obras
- Las reformas de Cuba y Puerto Rico, 1868.